# Cyril Holtz
Pour les articles homonymes, voir Holtz (homonymie).
Cyril Holtz, né le 11 octobre 1968 à Boulogne-Billancourt, est un mixeur de cinéma français, ayant remporté à quatre reprises le César du meilleur son.

## Biographie
Cyril Holtz fait des études de cinéma au département son de La Femis, dont il sort diplômé en 1995.

## Filmographie partielle
- 1995 : Claire Denis, la vagabonde de Sébastien Lifshitz (court métrage)
- 1996 : Sélect Hôtel de Laurent Bouhnik
- 1998 : Le New Yorker de Benoît Graffin
- 2017 : Au revoir là-haut de Albert Dupontel
- 2018 : Les Frères Sisters de Jacques Audiard
- 2020 : Petit Vampire de Joann Sfar
- 2022 : En corps de Cédric Klapisch
- 2023 : Les Âmes sœurs d'André Téchiné
- 2023 : Les Trois Mousquetaires : D'Artagnan et Milady de Martin Bourboulon

## Distinctions

### Récompenses
- César du meilleur son :
  - aux César 2002 pour Sur mes lèvres
  - aux César 2011 pour Gainsbourg, vie héroïque
  - aux César 2019 pour Les Frères Sisters avec Brigitte Taillandier et Valérie de Loof
  - aux César 2025 pour Emilia Pérez

### Nominations
- César du meilleur son :
  - aux César 2001 pour Les Rivières pourpres
  - aux César 2002 pour Le Pacte des loups
  - aux César 2006 pour De battre mon cœur s'est arrêté
  - aux César 2014 pour La Vénus à la fourrure
  - aux César 2016 pour Dheepan
  - aux César 2017 pour Elle
  - aux César 2018 pour Au revoir là-haut
  - aux César 2020 pour J'accuse
  - aux César 2021 pour Adieu les cons
  - aux César 2023 pour En corps
  - aux César 2024 pour Les Trois Mousquetaires : D'Artagnan et Les Trois Mousquetaires : Milady
- Oscar du meilleur son :
  - aux Oscars 2025 pour Emilia Pérez